# تحصیل تیکسلا
تحصیل تیکسلا (به انگلیسی: Taxila Tehsil) یک تحصیل در پاکستان است که در پنجاب واقع شده‌است. تحصیل تیکسلا ۱۵۱٬۰۰۰ نفر جمعیت دارد.